# Stadion Miejski im. Władysława Kawuli w Krakowie
Stadion Miejski im. Władysława Kawuli – stadion piłkarski w Krakowie (na osiedlu Prądnik Czerwony), w Polsce. Został otwarty w 1945 roku. Może pomieścić 1224 widzów. Swoje spotkania rozgrywają na nim piłkarze klubu Prądniczanka, a także piłkarki zespołu AZS-u UJ Kraków.
Boisko Prądniczanki powstało w 1945 roku, przed II wojną światową drużyna rozgrywała swoje mecze na boisku 2 płk. lotniczego. Na początku lat 70. XX wieku obiekt rozbudowano. Od 29 kwietnia 2015 roku stadion nosi imię Władysława Kawuli. W latach 2016–2019 obiekt został zmodernizowany, wybudowano nową, zadaszoną trybunę, boisko ze sztuczną murawą i oświetlenie o natężeniu 500 luksów. Po modernizacji na stadion wprowadziły się piłkarki ekstraligowej drużyny AZS UJ Kraków (choć już wcześniej również grywały one na tym obiekcie).